# Coupe d'Europe des vainqueurs de coupe de rink hockey
La Coupe d'Europe des vainqueurs de coupe est une ancienne compétition européenne de rink hockey organisée par le CERH qui réunit les vainqueurs des Coupes de chaque pays européen. Elle voit le jour durant la saison 1976-1977 et permet aux vainqueurs de participer à la Supercoupe Européenne (Coupe Continentale). Elle disparaît à l'issue de la saison 1995-1996.

## Format
Huit équipes s'affrontaient dans un tournoi à élimination directe en match aller et retour. Le vainqueur était qualifié d'office pour l'édition suivante.

## Palmarès
L'historique de la compétition depuis sa création :
| Année   | Vainqueur      | Finaliste         |
| 1976-77 | AD Oeiras      | CE Arenys de Munt |
| 1977-78 | AD Oeiras      | CP Voltregà       |
| 1978-79 | AD Oeiras      | CP Voltregà       |
| 1979-80 | AFP Giovinazzo | HC Sentmenat      |
| 1980-81 | Sporting CP    | CP Cibeles        |
| 1981-82 | FC Porto       | Sporting CP       |
| 1982-83 | FC Porto       | SL Benfica        |
| 1983-84 | Reus Deportiu  | SL Benfica        |
| 1984-85 | Sporting CP    | RESG Walsum       |
| 1985-86 | AD Sanjoanense | Sporting CP       |
| 1986-87 | FC Barcelone   | Hockey Novara     |
| 1987-88 | CE Noia        | Amatori Lodi      |
| 1988-89 | Roller Monza   | FC Porto          |
| 1989-90 | HC Liceo       | RH Rolta Louvain  |
| 1990-91 | Sporting CP    | Hockey Novara     |
| 1991-92 | Roller Monza   | CP Voltregà       |
| 1992-93 | OC Barcelos    | SC Thunerstern    |
| 1993-94 | Amatori Lodi   | CP Voltregà       |
| 1994-95 | Roller Monza   | Amatori Lodi      |
| 1995-96 | HC Liceo       | Amatori Lodi      |

### Victoires par club
| Nb | Club           |
| -- | -------------- |
| 3  | Sporting CP    |
| 3  | Roller Monza   |
| 3  | AD Oeiras      |
| 2  | HC Liceo       |
| 2  | FC Porto       |
| 1  | FC Barcelone   |
| 1  | OC Barcelos    |
| 1  | Reus Deportiu  |
| 1  | AFP Giovinazzo |
| 1  | Amatori Lodi   |
| 1  | CE Noia        |
| 1  | AD Sanjoanense |
| 20 | Total          |

### Victoires par pays
| Nb | Pays     |
| -- | -------- |
| 10 | Portugal |
| 5  | Espagne  |
| 5  | Italie   |
| 20 | Total    |